# تپه سراب شرف آباد
منطقه گردشگری سراب شرف آباد مربوط به دوره اشکانیان - دوره ساسانیان - دوره ایلخانی است و در اسلام‌آباد غرب، جنوب تپه سراب شرف آباد واقع شده و تپه شرف آباد ۱ آن در تاریخ ۱۴ اسفند ۱۳۸۵ با شمارهٔ ثبت ۱۷۸۲۰ به‌عنوان یکی از آثار ملی ایران به ثبت رسیده‌است. و تپه شرف آباد ۲ آن نیز در تاریخ ۱۴ اسفند ۱۳۸۵ با شمارهٔ ثبت ۱۷۸۱۹ به‌عنوان یکی از آثار ملی ایران به ثبت رسیده‌است. همچنین تپه شرف آباد ۳ آن هم در تاریخ ۱۴ اسفند ۱۳۸۵ با شمارهٔ ثبت ۱۷۸۱۸ به‌عنوان یکی از آثار ملی ایران به ثبت رسیده‌است. این منطقه یکی از زیباترین مناطق گردشگری قدیمی و مطرح در استان کرمانشاه و شهر اسلام‌آباد غرب می‌باشد.